# Телевежа OTE
Телевежа OTE — 76-метрова висота вежа, розташована в Міжнародному виставковому центрі Салоніки в центральних Салоніках, Греція. Вежа відкрита в 1966 році і була відремонтована в 2005 році.
Вона була спроектована грецьким архітектором Александросом Анастасіадісом і була завершена в 1965 році. Перші чорно-білі передачі Грецького державного телебачення були передані з цієї будівлі через рік після завершення будівництва вежі. Вежа також була використана в 1970-х роках для підтримки антен експериментальної VHF-аналогової мережі мобільного зв'язку. Сьогодні вона використовується Cosmote для мережі мобільного зв'язку.
Вежа сьогодні, крім її статусу як сучасного пам'ятника міста та її використання Cosmote, відкривається для подій та виставок під час Міжнародного ярмарку в Салоніках. Також цілий рік працює обертовий ресторан на верхньому поверсі (який робить один оберт за 45 хвилин).
У 1985 році, з нагоди 2300-річчя міста Салоніки, грецька пошта випустила спеціальну марку, що підкреслювала три визначні пам'ятки міста, одна з яких - телевежа OTE. Марка має номінальну вартість 95 лепт.

## Галерея

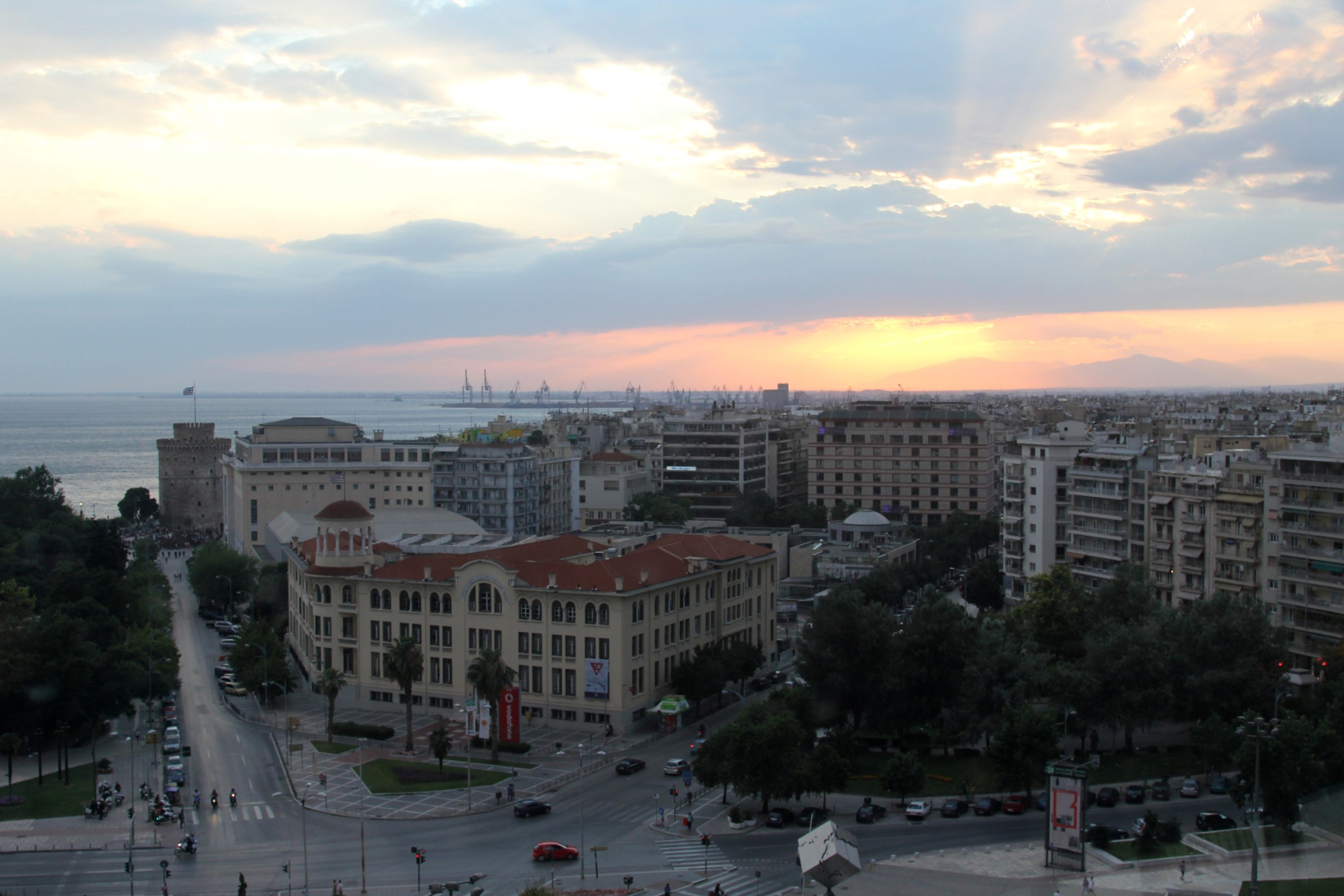
Вигляд з вежи
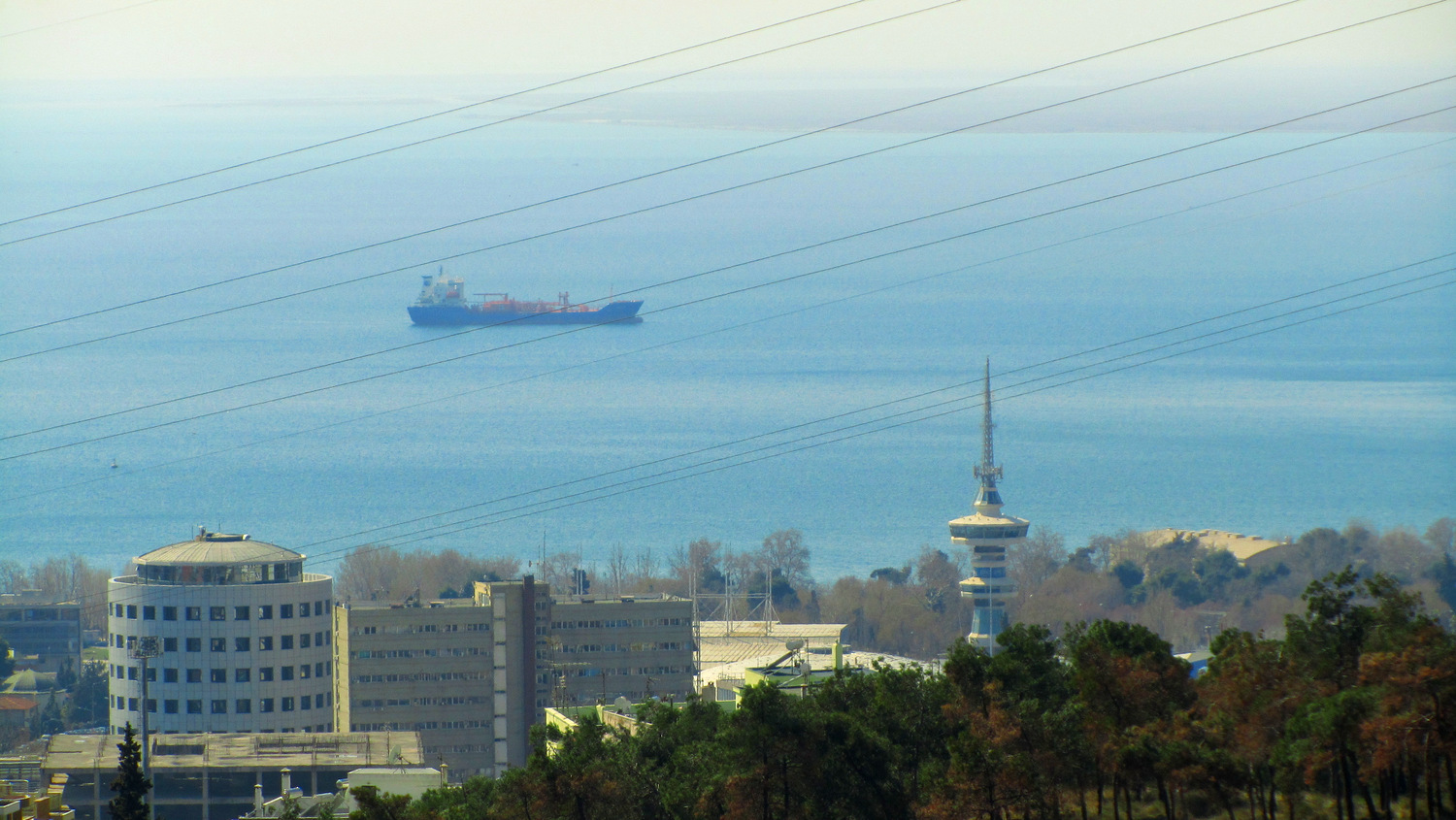
Вигляд на вежу здалеку
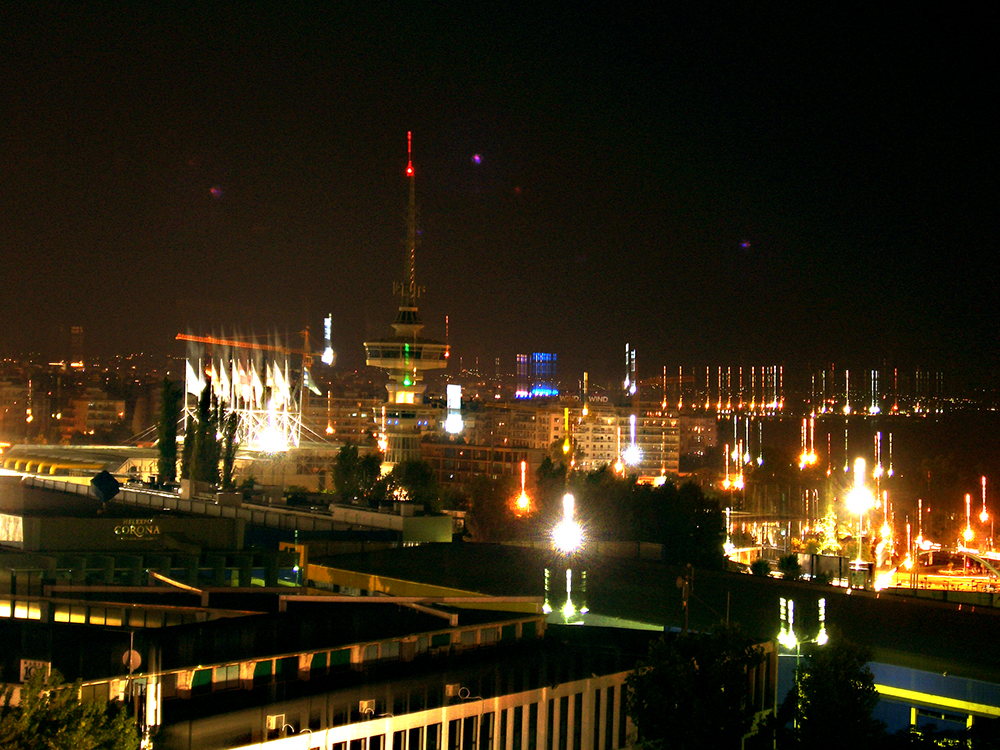
Вежа OTE вночі
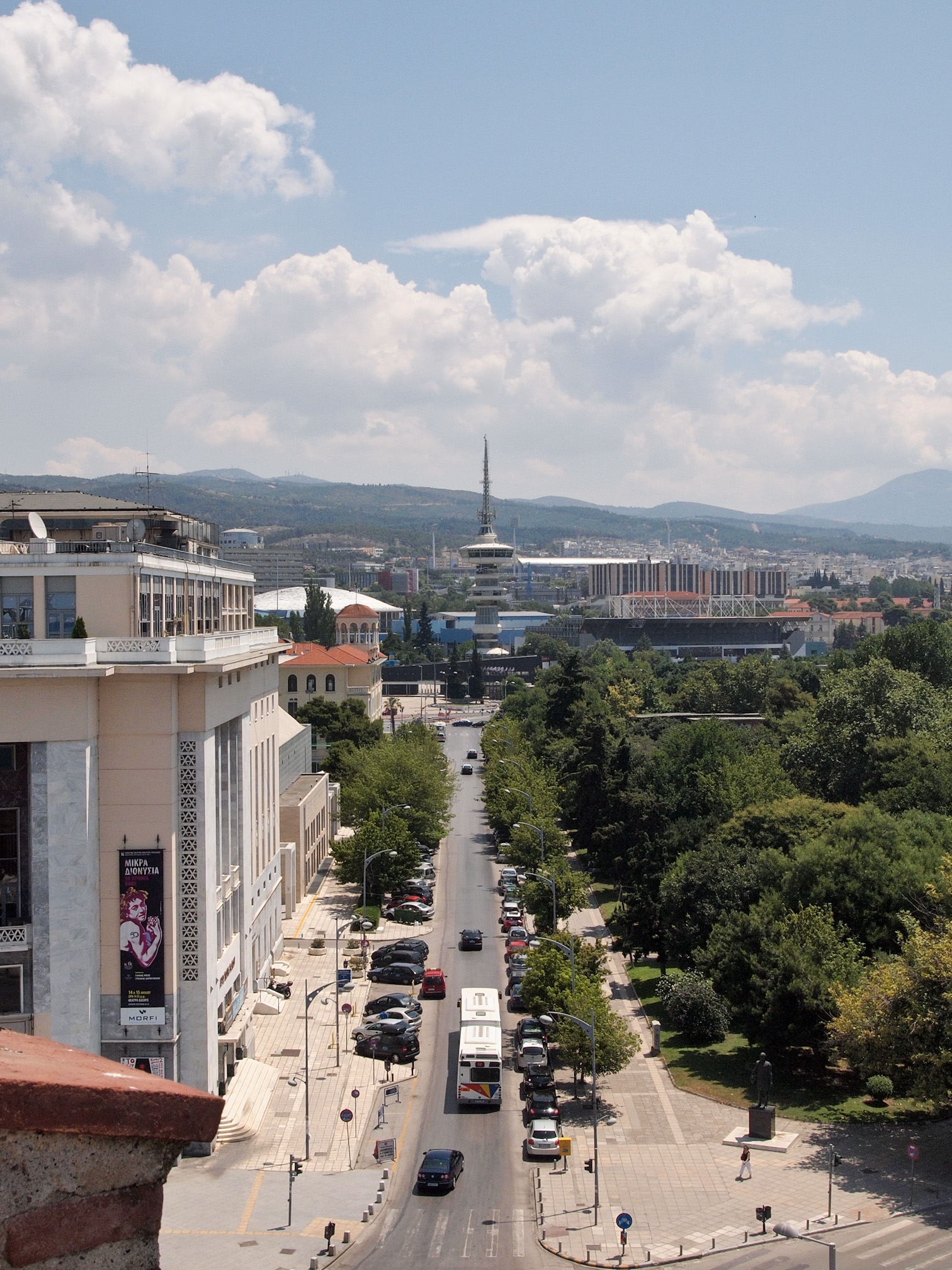
Вигляд на телевежу OTE з Білої Башти